# Handgelenkschuss
Der Handgelenkschuss (englisch wristshot) bezeichnet eine Schusstechnik im Eishockey. Der Handgelenkschuss ist nicht ganz so hart wie der Schlagschuss, dennoch können bis zu 140 km/h erreicht werden. Die Vorteile des Handgelenkschusses liegen in der deutlich größeren Präzision und im Überraschungseffekt, denn er kann sehr schnell angebracht werden.
Beim Handgelenkschuss ist der Puck deutlich besser zu kontrollieren, da der Spieler den Schaft des Schlägers auf dem Eis vorspannt und diese Energie dann für den Schuss nutzt. Der Puck bekommt dabei durch eine Drehbewegung des Handgelenks eine Rotation zur Stabilisierung der Scheibe.
Ausführung des Handgelenkschusses:
1. Während die Führhand supiniert muss die Griffhand zeitgleich pronieren. Dabei greift die Führhand den Schläger etwas tiefer, dadurch biegt er sich und es wird eine größere Spannung aufgebaut.
2. Der  Puck liegt ungefähr auf Höhe des hinteren Beines (also dem Nicht-Standbein).
3. Es erfolgt eine Gewichtsverlagerung während der Zugphase vom inneren auf das äußere Bein.
4. Dabei wird eine kräftige Drehbewegung (Achterbewegung) des Handgelenks ausgeführt.

Das erzeugt die Puckrotation, während der Zugphase kommt der Puck von der hinteren Stockschaufel bis zur Mitte vor. Dadurch wird die Schussrichtung bestimmt.